# Amenhotep-Huy (chaty de Amenhotep III)
Amenhotep, también llamado Huy, fue chaty (visir del Antiguo Egipto) durante el reinado de Amenhotep III deurante la dinastía XVIII (Imperio Nuevo). También fue director del Alto y Bajo Egipto y supervisor de todas las obras del rey en el Alto y Bajo Egipto.
| i | mn · n | Htp · t · p |

| i | mn · n | Htp · t · p |

## Vida y carrera política
No se sabe mucho acerca de su vida pues apenas existen dos inscripciones en vasijas del palacio de Amenhotep III en Malkata donde se le menciona en referencia al primer Heb Sed del año 30 y otra inscripción en una estela con el decreto de fundación de un templo funerario de Amenhotep hijo de Hapu en el año 34 de Amenhotep III.
Otra inscripción se ha encontrado en la capilla de Gebel el Silsila que pertenece al año 35 de Amenhotep III donde supervisó el trabajo en la cantera de piedra arenisca.
También es conocido por dos estatuas mutiladas de cabeza y mano, una en Tel El Basta, que demuestra que era un hombre importante en el norte y otra con un título inusual, "el principal de Nekten" y un relieve donde aparece con el chaty Ramose en el templo de Soleb.
En ese tiempo, existían dos chatys de Amenhotep III al mismo tiempo, uno para el norte, Ramose y otro para el sur, que sería Amenhotep-Huy, aunque hay dudas al respecto pues este último está atestiguado tanto en el norte como en el sur.

## Tumba
Su tumba fue descubierta en mayo de 1978 en El-Assasif en la parte occidental de la Necrópolis tebana.
Un equipo integrado por españoles e hispanoamericanos, perteneciente al Instituto de Estudios del Antiguo Egipto de Madrid, dirigido por el Dr. Francisco J. Martín Valentín y por Teresa Bedman, está excavando la tumba AT28 de El-Assasif desde el año 2009, hasta la actualidad, en el año 2024. En febrero de 2014, el Consejo Supremo de Antigüedades egipcio anunció el descubrimiento en dicha tumba de la evidencia concluyente de que Ajenatón compartió el poder conjuntamente con su padre Amenhotep III, al menos, durante ocho años. Dicha evidencia consiste en cuatro grupos de inscripciones pertenecientes a cuatro columnas con las titulaturas Reales de ambos faraones. Por tanto, Amenhotep-Huy habría mantenido su alta posición, al menos, durante parte de la corregencia.